# بورسيرة جافة
بورسيرة جافة (الاسم العلمي:Bursera arida) هي نوع من النباتات تتبع جنس البورسيرة من الفصيلة البخورية.